# 加屋霽堅
加屋 霽堅（かや はるかた）は、江戸時代末期（幕末）の熊本藩士、熊本錦山神社（現・加藤神社）神職、神風連副首領、敬神党代表である。太田黒伴雄とともに、神風連の乱を起こした。

## 来歴

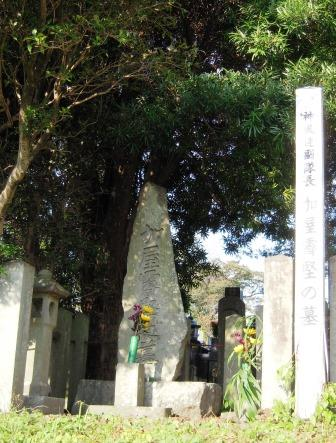
小峯墓地（熊本市中央区）にある加屋霽堅の墓

1836年（天保7年）、熊本藩士である加屋熊助の長男として熊本城下高田原（現・熊本市中央区下通）に生まれる
。幼名は栄太。名は楯行。1851年（嘉永4年）、熊助はある事件に巻き込まれ、自刃。霽堅が長男であったため、家を守らねばならず、また、加屋家は父が事件に巻き込まれた為にお家断絶の危機に陥るが、加屋家は藩の要職にある者に助けられる。1858年（安政5年）、林桜園の原動館に入門。そこで、神道の教えなどを学ぶ。また、そこで後にともに行動する、太田黒伴雄や河上彦斎などの同志の仲間に会う。
1862年（文久2年）、朝廷から熊本藩へ御所警備の要請がくると、加屋や河上などがいる肥後勤王党にも、藩からの出動命令があり、御所に向けて出発する。だが、その職に就いたつかの間、1863年（文久3年）に御所で八月十八日の政変が起こり、尊王攘夷論者は尊王攘夷を昔から言論していた長州藩の世話になる者が多く出始め、御所警備隊は解散する。1865年（元治2年）、熊本に帰った途端に牢獄に入れられる。大政奉還が成った1867年（慶応3年）に牢獄から出される。
1871年（明治4年）、二卿事件に連座して投獄。1874年（明治7年）に熊本錦山神社神官となるが、1876年（明治9年）に廃刀令が出され、新開大神宮の神官・太田黒伴雄が主であった敬神党の志士はこれに反発して神風連の乱を起こし、霽堅はそのさなかに戦死する。享年41。この事件は、宮崎車之助の秋月の乱・前原一誠の萩の乱が起こるきっかけとなった。墓は、熊本市黒髪の小峯墓地にある。1924年（大正13年）、正五位を追贈された。

## 関連図書
- 石原醜男『神風連血涙史』大日社、1935年
- 熊本日日新聞社編纂『熊本県大百科事典』熊本日日新聞社、1982年、164頁
- 日外アソシエーツ『熊本県人物・人材情報リスト、2007』2007年、125頁